# Guerra finlandesa
|  | Per a altres significats, vegeu « Guerra finlandesa (desambiguació)». |

La Guerra finlandesa (suec: Finska kriget, finès: Suomen sota rus: Русско-шведская война 1808-1809) es va lliurar entre Suècia i Rússia del febrer de 1808 al setembre de 1809. La raó del conflicte foren principalment les Guerres Napoleòniques, on Suècia es va aliar amb el Regne Unit, mentre que Rússia en aquell moment es va veure obligada a una aliança amb França. El sorgiment de Rússia com a superpotència europea i el relatiu declivi de Suècia fou també un factor important darrere de la guerra. Igualment hi havia la necessitat de Rússia d'assegurar la seva capital, Sant Petersburg.
Després d'un any i mig de lluita, Rússia va guanyar la guerra, un fet que, entre altres coses va portar a la creació del Gran Ducat de Finlàndia sota control rus. Per a Suècia fou el final, el regne fou dividit i el país va perdre un quart de la seva població i un terç de la seva superfície terrestre. La guerra també va conduir a la deposició del rei suec Gustau IV Adolf. El parlament suec va adoptar una nova Constitució per reemplaçar la constitució gustaviana de 1772. La Casa de Bernadotte es va establir com a dinastia regnant de Suècia el 1818.
La derrota de Suècia va portar al país a tractar d'obtenir el control sobre Noruega com un reemplaçament de Finlàndia, fet que es va produir parcialment mitjançant la invasió de Noruega el 1814. La situació estratègica al nord d'Europa va canviar i la política sueconoruega de neutralitat reduí la tensió entre Rússia, Dinamarca i els regnes combinats de Suècia i Noruega. Al cap de 200 anys de la fi de la guerra, el 2009, hi va haver a Suècia una sèrie de commemoracions del bicentenari, batejades com a "Any 1809".

## Antecedents

### 600 anys d'història compartida
L'àrea que actualment representa Finlàndia fou, des de temps històrics, part del regne suec. Les fonts escrits més antigues es remunten als anys 1200. Durant l'era de la superpotència, el territori suec s'estenia cap a l'est i cap al que avui és Rússia, incloent la fortalesa de Nienskhants (Nyenskans en noruec, Nyenschanz en alemany) al final del riu Nevà, avui Sant Petersburg.
La posició dominant de Suècia al voltant del mar Bàltic va ser però amenaçada pel sorgiment de Rússia. La conquesta russa d'Íngria i Livònia a la Gran Guerra del Nord (1700-1721) assegurà el control de Rússia d'una gran part de la costa del mar Bàltic. En una  subsegüent guerra amb Rússia en els anys 1741-1743 Suècia va perdre l'actual Finlàndia. Suècia, sota Gustau III atacà de nou a Rússia el 1788, però la guerra russa de Gustau III va acabar el 1790 sense canvis en els límits.
La Revolució Francesa (1789-1799), les guerres revolucionàries (1792-1802) i l'inici de les Guerres Napoleòniques (1803-1815) va afectar la majoria dels països d'Europa. Suècia cercava, en primer lloc, assegurar-se una associació de neutralitat amb Dinamarca-Noruega, Rússia i Prússia. Quan la neutralitat associada sota pressió britànica s'esfondrà, Suècia va prendre part en la Tercera i Quarta Coalició contra Napoleó en la Guerra francosueca (1805-1810).
Les forces franceses van prevaler sobre prussians i russos a la batalla de Friedland el 14 de juny de 1807 i la quarta coalició va ser derrotada. El tsar de Rússia Alexandre I va signar el Tractat de Tilsit amb l'emperador francès Napoleó, on el tsar en part es comprometia a contribuir al Bloqueig Continental a què s'havia unit Suècia.

### L'ombra de Napoleó sobre Escandinàvia

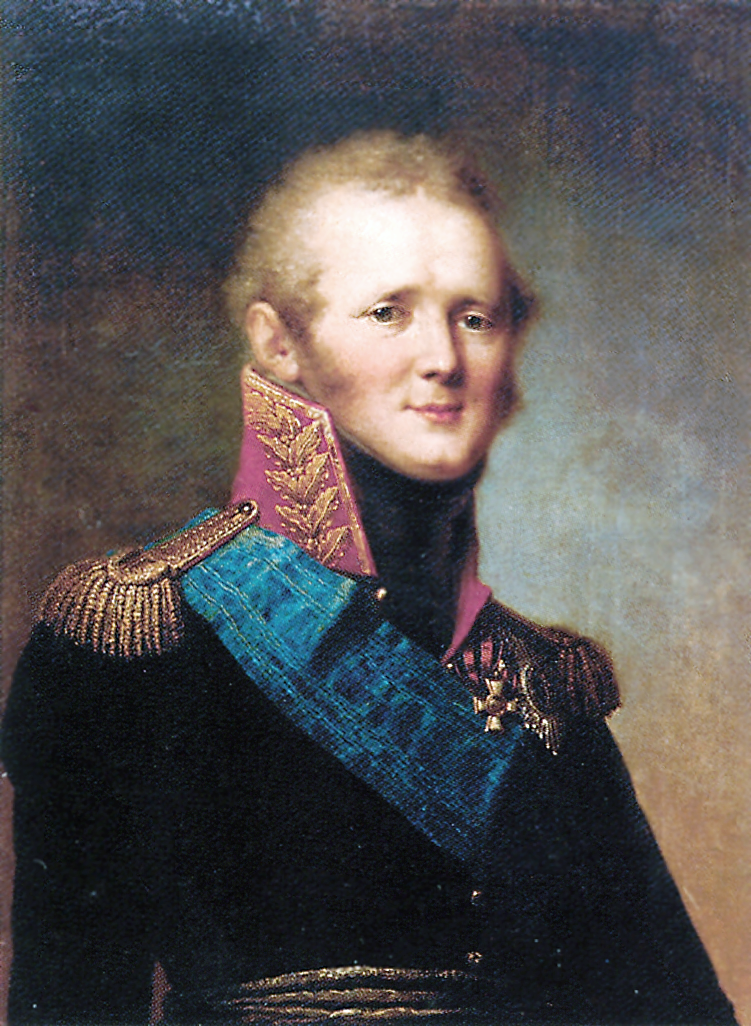
Alexandre I de Rússia

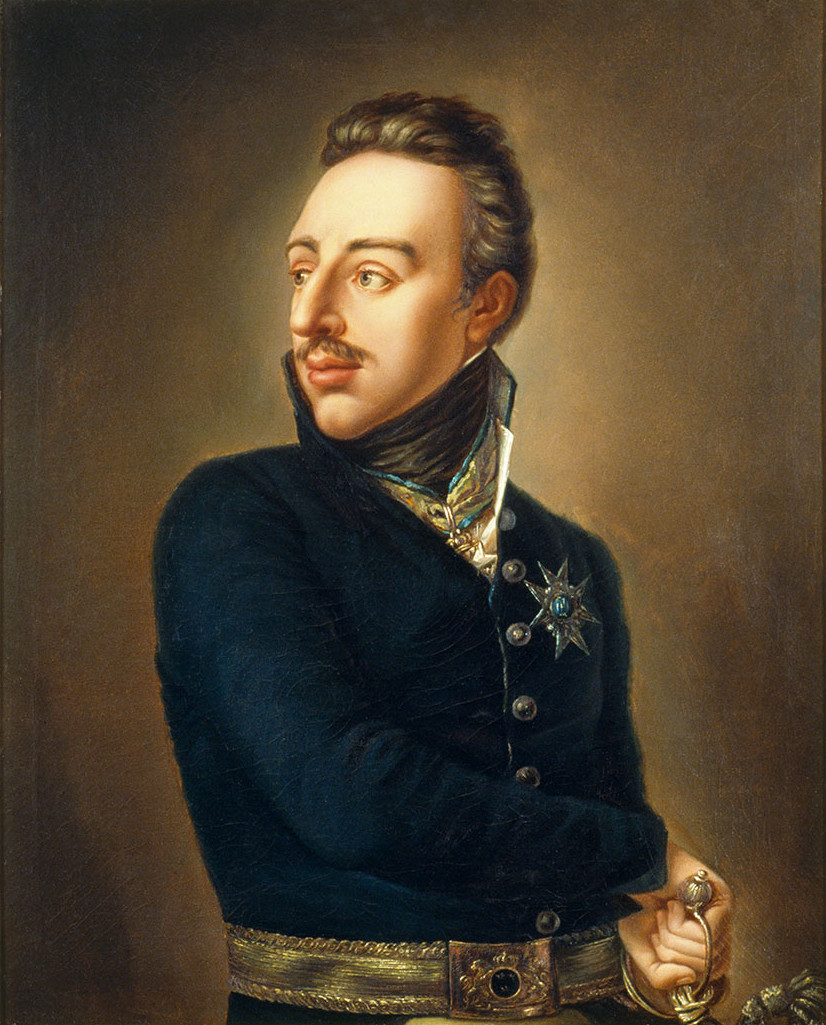
Gustau IV Adolf de Suècia

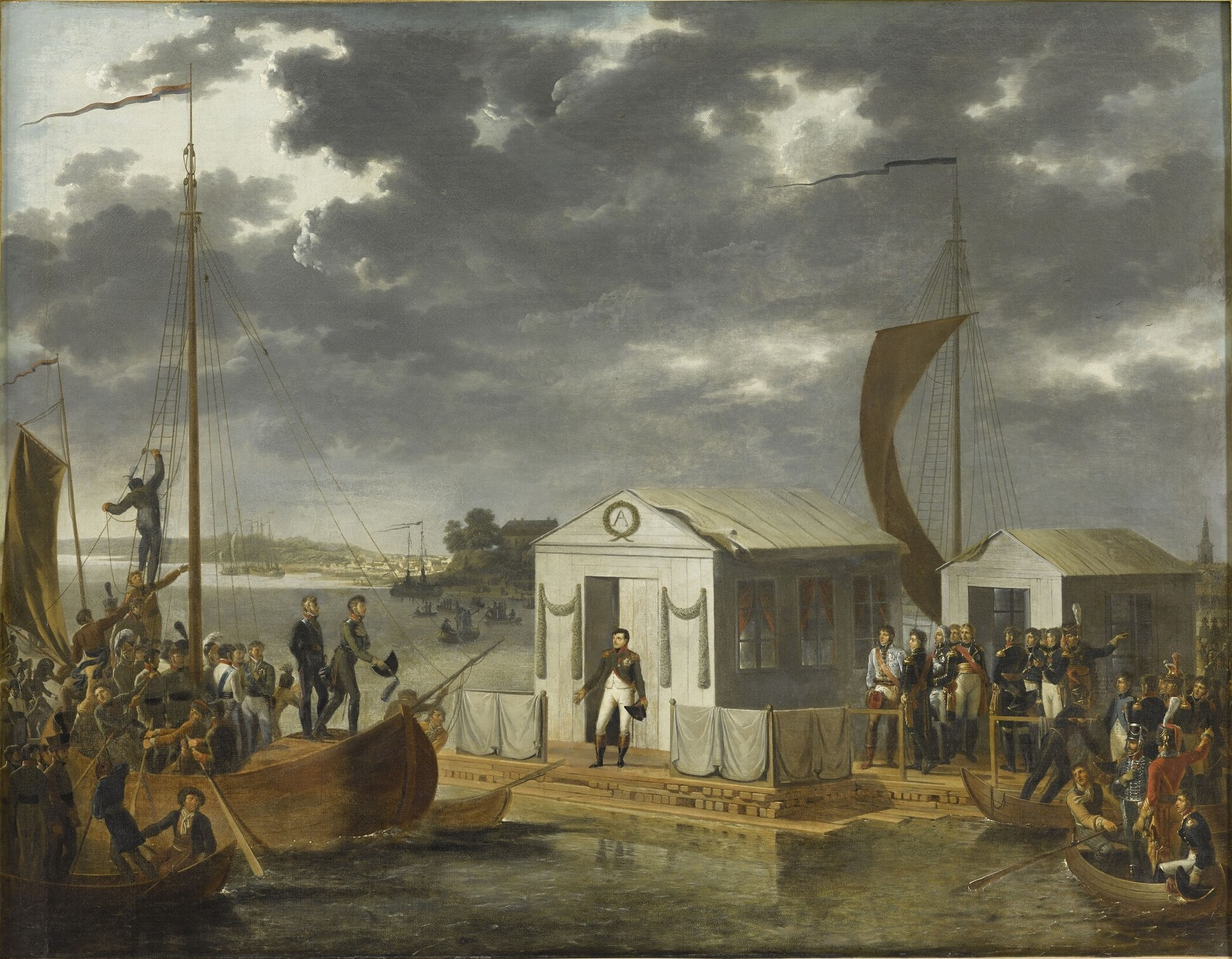
Pintura de la reunió de Tilsit entre el tsar rus Alexandre I i l'emperador francès Napoleó. L'acord entre els dos governants va ser crucial per al destí de Finlàndia

Després que l'emperador de Rússia Alexandre I hagués conclós el 1807 Tractat de Tilsit amb Napoleó, Alexandre, en la seva carta del 24 de setembre 1807 al rei suec Gustau IV Adolf va informar el rei que les relacions pacífiques entre Rússia i Suècia depenien d'acord suec a respectar les limitacions del Tractat de Tilsi, fet que a la pràctica significava que Suècia hauria hagut de seguir el Bloqueig Continental. El rei, que veia Napoleó com l'Anticrist i la Gran Bretanya com el seu aliat contra la França de Napoleó era aprensiu sobre les ruïnoses conseqüències del bloqueig per al comerç marítim de Suècia. En el seu lloc va entrar en negociacions amb Gran Bretanya per tal de preparar un atac conjunt contra Dinamarca, les possessions noruegues de la qual cobejava.
Mentrestant, la Royal Navy va atacar Copenhaguen (Dinamarca i Noruega l'anomenaren "robatori a mà armada") i va esclatar la guerra anglorussa. En referència als tractats de 1780 i 1800, l'emperador va exigir que Gustau Adolf tanqués la mar Bàltica a tots els vaixells de guerra estrangers. Encara que va reiterar la seva demanda el 16 de novembre de 1807, van caldre dos mesos abans que el rei respongués que era impossible complir els acords anteriors, sempre que els francesos estiguessin al control dels principals ports del Bàltic. El rei Gustau Adolf va fer això després d'aconseguir una aliança amb Anglaterra el 8 de febrer de 1808. Mentrestant, el 30 desembre de 1807 Rússia va anunciar que si Suècia no donava una resposta clara a Rússia es veuria obligada a actuar.
Les forces russes tenien una bona visió general de la topografia de Finlàndia després d'haver envaït el país dues vegades en els últims cent anys. Els russos també tenien bona perspectiva de la defensa de Suècia a la part finlandesa del país, incloent diversos oficials suec-finlandesos que havien anat a l'exili després d'haver participat en la conspiració d'Anjala; el més destacat d'ells era el general Georg Magnus Sprengtporten.
La majoria dels oficials suecs es mostraven escèptics sobre la capacitat de Suècia per enfrontar-se al gran i poderós exèrcit rus, i molts suecs ja estaven, abans de la guerra, convençuts que la part finlandesa de l'imperi ni abans ni després s'afegiria als dominis de Rússia. El rei suec però, tenia una gran fe en la capacitat de defensa del país i era un ferm opositor del governant francès, Napoleó.
A Sant Petersburg, la tossuderia del rei suec era vista com una bona oportunitat per atacar Finlàndia i així moure la frontera més cap a l'oest la frontera russosueca. Tal canvi de límits asseguraria la capital russa. L'opinió pública russa, emperò era molt negativa a l'hora d'endegar una guerra ofensiva contra Suècia.

### Un partit desigual
La relació de forces entre ambdós països era molt desigual; mentre que Rússia tenia al voltant de 40 milions d'habitants, Suècia tenia al voltant de 3,2 milions, dels quals aproximadament 863.000 a la part finlandesa del regne. Les forces militars de Rússia eren de 400.000 homes, però només al voltant del 10%, és a dir, al voltant de 40.000 estaven disponibles per a l'atac a Suècia, i la força quan va esclatar la guerra era de 24.000 homes, contra 21.000 suecs, dels quals aproximadament 10.000 es trobaven a les fortaleses de Sveaborg i Svartholm.
Suècia tenia un fort aliat en el Regne Unit, que el 1808 va cobrir al voltant del 40% dels costos de Suècia de la guerra, però en la part britànica hi havia exèrcits limitats, que a causa de l'oposició del rei suec no va ser utilitzades, i els britànics tenien un major enfocament en la resistència d'altres aliats seus, Portugal i Espanya, contra França.
El pla de batalla suec consistia en un atac durant el període hivernal, que se sustentava, per contra, en una retirada a la part nord-oest de la part finlandesa del regne, mentre que la fortalesa de Suomenlinna i Svartholm patirien setges. Quan arribés la primavera i el gel al mar Bàltic hagués desaparegut, les forces sueques atacarien tant des del nord-oest com des de les fortaleses, recolzats per reforços de la part occidental del regne. La preparació per a la defensa al costat suec era molt pobre, atès que en lloc d'enfortir la defensa de la part finlandesa de l'imperi, els diners es van gastar en mantenir altres coses. Els més sorprenent era que milers de fusells de l'exèrcit i desenes armes havien estat venudes a russos i prussians en els anys anteriors a l'atac del país.

## Febrer – maig del 1808

Guerra finlandesa, febrer del 1808, en esclatar la guerra

El 21 de febrer de 1808, 24.000 soldats russos sota les ordres de Frederic de Buxhoeveden van travessar la frontera i capturaren ràpidament Tavastehus. L'atac rus va arribar en forma de dos eixos; la força principal sota les ordres dels generals Piotr Bagration i Nikolai Kamenski va marxar al llarg de la costa, a través dels rius Abborrfors i Kymi, mentre que la segona força atacava més al nord i perseguia la Brigada Savolax pels camps de Savònia.
Suècia no estava desprevinguda quant a les accions agressives de Rússia, però no estava preparada per a una guerra a gran escala. L'enviat de Suècia davant la cort russa, Curt von Stedingk, havia informat a Estocolm i les forces sueques en la part finlandesa de l'imperi de les capacitats i les intencions de Rússia, així com de la marxa, tan bon punt va arribar. No va arribar cap mena de declaració oficial russa de guerra fins a l'abril. Una alerta de Stedink va portar al comandant interí Karl Natanael af Klerck a mobilitzar-se a Finlàndia abans de l'atac rus. El recentment arribat telègraf òptic provinent de la part finlandesa del regne via Åland a Grisslehamn a Suècia, assegurava que la guerra fos notificada ràpidament més enllà encara que el Mar Bàltic estigués glaçat.
Suècia tenia 21.000 soldats en la part finlandesa del país, mentre que la resta de l'exèrcit es mantenia al sud de Suècia, per por a un atac de Dinamarca-Noruega. Dinamarca-Noruega va declarar la guerra a Suècia el 14 de març de 1808, però només hi hagué petites escaramusses al llarg de la frontera amb Noruega, i les forces navals britàniques i sueques va evitar una prevista invasió francesa i danesa a Escània.
El pla del comandant suprem suec, general Wilhelm Mauritz Klingspor, era retirar-se al centre de Finlàndia, al territori històric d'Ostrobòtnia. Les isolades fortaleses de Sveaborg a Helsingfor i Svartholm a Lovisa haurien de resistir fins que es poguessin portar reforços més endavant des de Suècia. Durant el març del 1808, les forces russes van conquerir Kuopio, Tammerfors i Jakobstad, la fortalesa de Svartholm es va rendir després d'un breu setge, Helsingfor, Hanko, Gotland i Åland també va ser conquerides ràpidament.
Sveaborg, sota el comandament de l'almirall Carl Olof Cronstedt havia estat ben preparada per a la guerra amb una guarnició de 6.000 homes i més de 700 canons, i provisions per resistir fins a l'estiu de 1808. Les defenses eren prou fortes com per evitar que els russos tractessin d'assaltar la fortalesa per sorpresa. En canvi els russos, sota les ordres del general Buxhoevden, assetjaren Sveaborg, que es va rendir el 3 de maig amb 6.000 homes, 110 vaixells i més de 700 armes de foc quan el comandant de la fortalesa, el vicealmirall Carl Olof Cronstedt, considerà que era inútil seguir resistint. La capitulació de Sveaborg fou un cop dur per al pla de defensa suec i fou vista pels contemporanis com una traïció.
La fortalesa sueca de Svartholm sota el comandament del major Carl Magnus Gripenberg estava mal preparada per a una guerra. A més del fet que la guarnició era una força de 700 homes, cal afegir que, de fet només un terç dels homes tenia armes, mentre que la majoria dels canons de la fortalesa no tenien carros. La fortalesa estava en mal estat i no tenia prou aliments ni prou municions als dipòsits. Fins i tot es va trobar que els pous eren inutilitzables. Després d'iniciar el setge el 21 de febrer els russos van fer pública una demanda de rendició de la fortalesa que fou rebutjada. La demanda es va repetir el 2 de març, però sense èxit. Després d'un bombardeig rus magre, Gripenberg va acordar emprendre negociacions el 10 de març. La fortalesa es va rendir als russos el 18 de març després d'un setge que va durar més o menys un mes, amb només un home ferit en combat.
Després de la victòria a la batalla de Siikajoki, l'exèrcit suec sota les ordres de Carl Johan Adlercreutz va contraatacar, i l'ofensiva russa es va aturar. Les tropes russes al nord de Finlàndia sota les ordres del general Nikolai Tutxkov estengueren les seves forces més enllà de les ciutats fortificades, amb la qual cosa reduïren la seva principal força a 4.000 homes, massa poc per pacificar el camp hostil. Els finlandesos van començar la guerra de guerrilles tan a l'est com Hamina, on les forces del coronel Johan August Sandels estaven actives. Les forces del general Kulnevs foren derrotades en la batalla de Siikajoki el 18 d'abril de 1808, mentre que les forces del general Bulàtov foren derrotades en la batalla de Revolax el 27 del mateix mes.
Al maig, els russos van patir nous retrocessos quan van ser expulsats de Gotland i Åland, on una flotilla sueca, amb el suport de la població local, va obligar a la petita força russa a l'esquerra de l'illa principal d'Åland a rendir-se i després envair l'illa de Kumlinge on s'havia disposat el gruix de la guarnició russa d'Åland. Després de dues hores de combat, la milícia local, juntament amb la força sueca de desembarcament, resultà vencedora, i el coronel Vuitx, juntament amb la guarnició, es va veure obligat a rendir-se. El 26 de maig, una flota britànica que portava 14.000 soldats, a les ordres de Sir John Moore, va entrar al port de Göteborg, però, a causa de diversos desacords amb el rei, mai no va desembarcar i va procedir a lluitar contra els francesos a Espanya després de deixar 16 vaixells de guerra i altres 20 vaixells a disposició de Suècia.

## Juny – juliol del 1808

Guerra finlandesa, març - maig 1808

Una flota de combat sueca que havia estat expulsant russos de Gotland havia rebut l'ordre de bloquejar la península de Hangö i va atènyer el cap el 10 de juny. A causa del mal temps i la mala visibilitat, la flota comandada per l'almirall Cedeström, emperò, va triar romandre relativament lluny de la costa. Després d'apropar-se a la costa el 21 de juny, Cedeström es va assabentar que els russos ja havien passat el cap algun temps abans. Els intents de detenir als russos més endins a l'arxipèlag tampoc no van reeixir. El fracàs a l'hora d'aturar els russos va portar al rei a rellevar Cederström de les seves funcions i a substituir-lo per l'almirall Nauckhoff.
El major general Eberhard von Vegesack va ser triat per dirigir l'avantguarda sueca a Finlàndia. Dirigiria la seva força de 2.600 homes i desembarcaria en algun lloc entre Nystad i Åbo i després capturaria l'última. Von Vegesack va optar per desembarcar la seva força per la casa senyorial de Lemu, a pocs quilòmetres al sud d'Åbo. El desembarcament va començar el 19 de juny i va tenir èxit. La sorpresa guarnició russa d'Åbo, tanmateix, va reaccionar amb rapidesa i desplegà una força de més de 3.000 homes per aturar la força de desembarcament. Al matí del 20 de juny els suecs es van veure obligats a retirar-se. La força sueca també va fer desembarcaments prop de Vasa, però amb resultats similars. Sota les ordres del coronel Johan Bergenstråhle van desembarcar 1.100 suecs a pocs quilòmetres al nord a l'est de Vasa i va aconseguir avançar ràpidament a la ciutat. Els russos, però. van aconseguir aplegar una força de 3.000 homes que aconseguí forçar la retirada dels mal preparats suecs.
L'avanç de l'esquadra costanera russa més enllà de Hangö creà dificultats als suecs, ja que després de la pèrdua de la flota de l'arxipèlag a Sveaborg fins i tot aquell destacament igualava les forces costaneres sueques desplegades a l'arxipèlag finlandès. Per evitar que Rússia guanyés força numèrica, la unitat de la flota costanera sueca sota les ordres de Hjelmstjerna va tractar d'involucrar als russos per primera vegada a la batalla de Rimito Kramp el 30 de juny i després els russos es van retirar prop d'Åbo a la Batalla de Pukkisaari el 4 de juliol. La lluita va acabar en un punt mort, però podria ser entesa com un fracàs suec atès que van fracassar decisivament a derrotar els russos.
Havent estat alertades de la proximitat de les unitats costaneres russes addicionals de Sveaborg, les forces sueques es van moure per interceptar-les abans que poguessin unir-se amb la unitat costanera de Rússia ara embrancada a Åbo. En assabentar-se que els russos tenien intenció d'anar a l'illa de Kemiö una força sueca de canoneres es va desplegar a l'estret. Es van encontrar amb els russos per primera vegada a Tallholmen el 21 de juliol i ja el 2 d'agost a la batalla de Sandöström. Els intents suecs de desembarcar tropes i artilleria terra en suport de les canoneres a Vestanskär el 2 d'agost van acabar en fracàs, tot i que l'intent va estar molt a prop de capturar el general Friedrich Wilhelm von Buxhoeveden. Si bé cap de les batalles acabà amb un guanyador decisiu, la victòria estratègica general fou per a Rússia que, mitjançant la seva tàctica d'unir les seves unitats costaneres separades, va guanyar avantatge a l'arxipèlag finlandès.
Suècia va fer diversos petits desembarcaments al llarg de la costa prop de Kristinestad i Kaskö per animar els homes locals a oposar-se als russos. La primera va tenir lloc el 3 de juliol amb diversos altres que tenen lloc poc després. En total, els suecs tenien diversos centenars d'homes locals en armes. No obstant això, els russos foren capaços d'enviar reforços a la zona, que eren, a més de numèricament superiors, millors també en entrenament i equipament que els camperols i milicians que els suecs havien aplegat. A finals de juliol, les petites forces sueques havien desembarcat, i els homes que els havien donat suport o bé havien estat derrotats o s'havien retirat de tornada als seus vaixells.

## Agost – setembre 1808

Guerra finlandesa, maig - octubre del 1808

Després que els russos fossin expulsats de Finlàndia Central, les seves forces s'estenien al llarg de la línia de Pori - Tampere - Mikkeli. Havent rebut reforços considerables, el seu nombre va augmentar a 55.000, en comparació amb el 36.000 que els seus oponents tenien. El 14 d'agost, el comte Nikolai Kamenski va decidir usar aquesta superioritat numèrica per llançar una nova ofensiva.
Tot i que Georg Carl von Döbeln va guanyar la batalla de Jutas per a Suècia el 13 de setembre, els 11.000 homes del poderós cos d'exèrcit de Kamenski van aconseguir victòries més importants a Kuortane l'1 de setembre, a Ruona i Salmi el 2 de setembre, i a Oravais el 14 de setembre. Els intents suecs de desembarcar tropes prop de Turku es van estavellar enfront de les ràpides accions de Bagration. A l'est de Finlàndia, el moviment guerriller es va extingir a poc a poc. A conseqüència d'això, la situació de Rússia a Finlàndia meridional va millorar significativament.
Al nord, la situació era més complicada. La malmesa unitat de Tutxkov s'esforçava per mantenir la seva posició contra Sandels, mentre que el progrés d'una força de relleu cal comandament del general Alekséiev va ser contingut pels guerrillers. No va ser fins al 26 de setembre que el príncep Dolgorukov (reemplaçament d'Alekséiev) va aconseguir unir les seves forces amb Tutxkov, la qual cosa induí Sandels a retirar-se. Tres dies més tard, Buxhoeveden - pressionat per l'aparició primerenca de clima hivernal - signà un armistici, per a gran consternació d'Alexandre. L'emperador es va negar a ratificar la treva i substituí Buxhoeveden amb un nou comandant en cap - Bogdan von Knorring al desembre del mateix any.
Al sud, la flota de combat sueca romania ancorada i l'arxipèlag finlandès bloquejava algunes de les més profundes rutes marítimes costaneres de Hango vers Åbo. Els vaixells russos continuaven arribant des de l'est, però es mantenien dins dels estrets de poca profunditat on els vaixells de línia suecs no els podien encalçar. Van tenir lloc accions amb barques petites durant la nit del 17 al 18 de juliol, que serien conegudes com a escaramussa a Lövö (finès: Lövön kahakka). No obstant això flota sueca va abaixar el seu bloqueig el 22 d'agost, la qual cosa permeté unir-se les unitats costaneres russes. Les probabilitats estaven molt en contra dels suecs, atès que els russos tenien gairebé un centenar de vaixells costaners a l'arxipèlag finlandès contra els quals els suecs podrien desplegar 7 galeres i 30 sloops canoners.
Els esforços suecs per fustigar els russos amb desembarcaments van continuar amb al prop de 1.000 voluntaris sota les ordres del capità Anders Gyllenbögel que van desembarcar l'1 d'agost per donar suport als alçaments suecs a la costa sud de Vasa. El desembarcament va tenir èxit i juntament amb les tropes sueques que avançaven des del nord va aconseguir conduir els russos cap a Björneborg. Els vaixells de patrulla suecs, que no eren altra cosa que vaixells mercants armats, exploraven i feien batudes a la costa, i prenien els russos capturats com a presoners a Åland. Aquestes batudes va causar molta confusió i les corresponents respostes russes aprimaren la seva força al llarg de la costa. També l'exèrcit del sud de Suècia de Finlàndia, format per aproximadament 4.000 homes comandats pel major general von Vegesack es va traslladar des d'Åland a Finlàndia i va desembarcar a Kristinestad al final de la tardor, moment en què s'uní amb les forces de Georg Carl von Döbeln. No obstant això, a von Vegesack se li havia ordenat desembarcar a Björneborg, i no pas a Kristinestad, per la qual cosa fou cridat a Estocolm per enfrontar-se a un consell de guerra, que el va absoldre. No obstant això, el rei Gustau IV Adolf el va condemnar a cadena perpètua. Tanmateix, la deposició del rei el 1809 va impedir l'execució de la sentència, i posteriorment fou ascendit a tinent general.
Una flota de combat russa, sota les ordres de l'almirall Piotr Khanikov (també pot aparèixer com a Chanikoff) va sortir a finals de juliol per llevar els bloquejos suecs a l'arxipèlag, tallar el contacte entre Åland i Suècia, i per aturar els combois de subministrament suecs que navegaven al golf de Bòtnia. La flota russa va arribar a Hangö el 6 d'agost i optà per no involucrar-se amb els dispersos elements de la flota sueca dispersos dels voltants. El 20 d'agost, dos vaixells de línia de la Royal Navy (el HMS Implacable  i el HMS Centaur) es va unir a la flota sueca. Dues flotes aliades es va traslladar el 25 d'agost de 1808 per encontrar-se amb la flota russa que va donar la volta i va tractar d'arribar a la relativa seguretat del port de Baltiiski. Els vaixells britànics eren velers molt superiors en comparació amb qualsevol dels suecs o els russos i van atrapar per si mateixos l'esquadró rus en retirada, format per 9 navilis de línia i diverses fragates. L'últim dels vaixells de línia russos fou desarborat, i després capturat i cremat pels vaixells britànics. Més vaixells de la Royal Navy (incloent el HMS Victory, el HMS Mars, el HMS Goliath i el HMS Africa) van arribar per supervisar el bloqueig de la flota russa al port de Baltiiski, on s'estigué la flota russa fins que el mar va començar a congelar-se. La flota sueca va patir brots d'escorbut i va ser incapaç de mantenir el bloqueig per si mateixa.
Les escaramusses i desembarcaments continuaren a l'arxipèlag finlandès fins i tot avançada la tardor. El 30 d'agost una unitat de flota costanera sueca va derrotar els seus adversaris russos a la batalla de Grönvikssund i obligà els russos a abandonar els seus plans d'envair Åland i concentrar els seus esforços en defensa. El 17 de setembre els suecs desembarcaren de nou aquest cop per Lokalax mentre la flota costanera que cobria el desembarcament aconseguia mantenir els russos fora de la força de desembarcament a la batalla de Palva Sund el 18 de setembre. Les tropes desembarcades es van veure obligades a retirar-se de nou als seus vaixells el 18 de setembre, però foren desembarcades a Finlàndia altre cop el 26 de setembre. No obstant això, només part de les tropes destinades al desembarcament va arribar de fet a costa finlandesa, a causa del mal temps, i el desembarcament va acabar en una altra retirada el 28 de setembre.
La situació de Suècia es va afeblir encara més pel fet d'estar en guerra amb França i Dinamarca, que amenaçaven les possessions de Suècia amb una invasió conjunta de 45.000 soldats a Dinamarca (sota les ordres del general francès Jean-Baptiste Bernadotte) i una més de 36.000 a Noruega. Això va obligar els suecs a assignar les seves principals forces per al sud de Suècia i en contra de la frontera amb Noruega (23.000 soldats). Dinamarca havia declarat la guerra a Suècia el 14 de març, però no es van produir hostilitats serioses, a excepció d'una sèrie d'escaramusses menors no concloents al llarg de la frontera noruega quan la situació espanyola a l'abril va començar a exigir cada vegada més l'atenció de Napoleó, i quan l'armada britànica seguia sent una amenaça contínua per als moviments de tropes entre Dinamarca i Suècia.

## Hivern del 1808

Guerra finlandesa, hivern de 1808 - estiu de 1809

En aquest moment, les forces russes havien envaït tota Finlàndia. El 19 de novembre, es va signar la Convenció d'Olkijoki i l'exèrcit suec es va veure obligat a abandonar el país. L'emperador estava, però, disposat ara a portar les hostilitats al veritable territori de Suècia, que estava segur que portaria la guerra a un final victoriós.
Amb aquestes raons al cap, Kamenski va suggerir un atrevit pla, de manera que l'exèrcit rus creuaria el congelat golf de Bòtnia en dues direccions: una unitat marxaria de Vaasa cap a Umeå i un altre de Turku a les Illes Åland i d'allí cap a les proximitats d'Estocolm. Una tercera unitat avançaria a Tornio i arribaria a Suècia per terra.
Tot i que es va instar Knorring a executar el pla com més aviat millor, ell considerava la idea com a poc realista i la va demorar fins al març, quan l'emperador va enviar al ministre de la Guerra Araktxéiev a Finlàndia per tal de pressionar Knorring a l'acció abans d'arribar a l'exèrcit en si mateix.

## Primavera de 1809

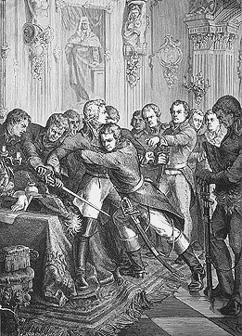
Arrest de Gustau IV.

Mentre les forces russes s'embarcaven en la seva marxa sense precedents a través del congelat Bàltic el 13 de març, el rei Gustau IV - acusat d'errors fatals que conduïren a la pèrdua de Finlàndia - va ser destronat a Estocolm i el seu oncle va ser proclamat Carles XIII de Suècia. Quatre dies més tard, el cos d'exèrcit de Bagration de 17.000 homes va ocupar les estratègiques Illes Åland, mentre Kulnev portava l'avantguarda més enllà a través de la mar congelada i el 19 de març va arribar a la riba de Suècia, a 70 km d'Estocolm.
Quan la notícia de la incursió de Kulnev es va estendre a la capital sueca, el nou rei va enviar una ambaixada a Knorring, on li proposava una treva. El comandant rus va acceptar i ràpidament va cridar Kulnev perquè tornés a Åland. Mentrestant, un altre contingent rus - 5.000 homes sota les ordres de Barclay de Tolly - va patir grans dificultats per creuar el golf congelat més al nord: va entrar a Umeå el 24 de març.
Una tercera força, comandada pel comte Xuvàlov, va colpejar contra Tornio i, desafiant la ferotge gelada, envoltà un exèrcit suec, que va capitular el 25 de març. Sis dies més tard, el tsar va arribar a Turku i, en assabentar-se de la treva, no només va revocar la signatura de Knorring sinó que va nomenar Barclay de Tolly nou comandant en cap. Així les hostilitats van continuar fins al maig, quan Xuvàlov finalment va arribar a Umeå, on fou succeït per Kamenski.

## Estiu del 1809

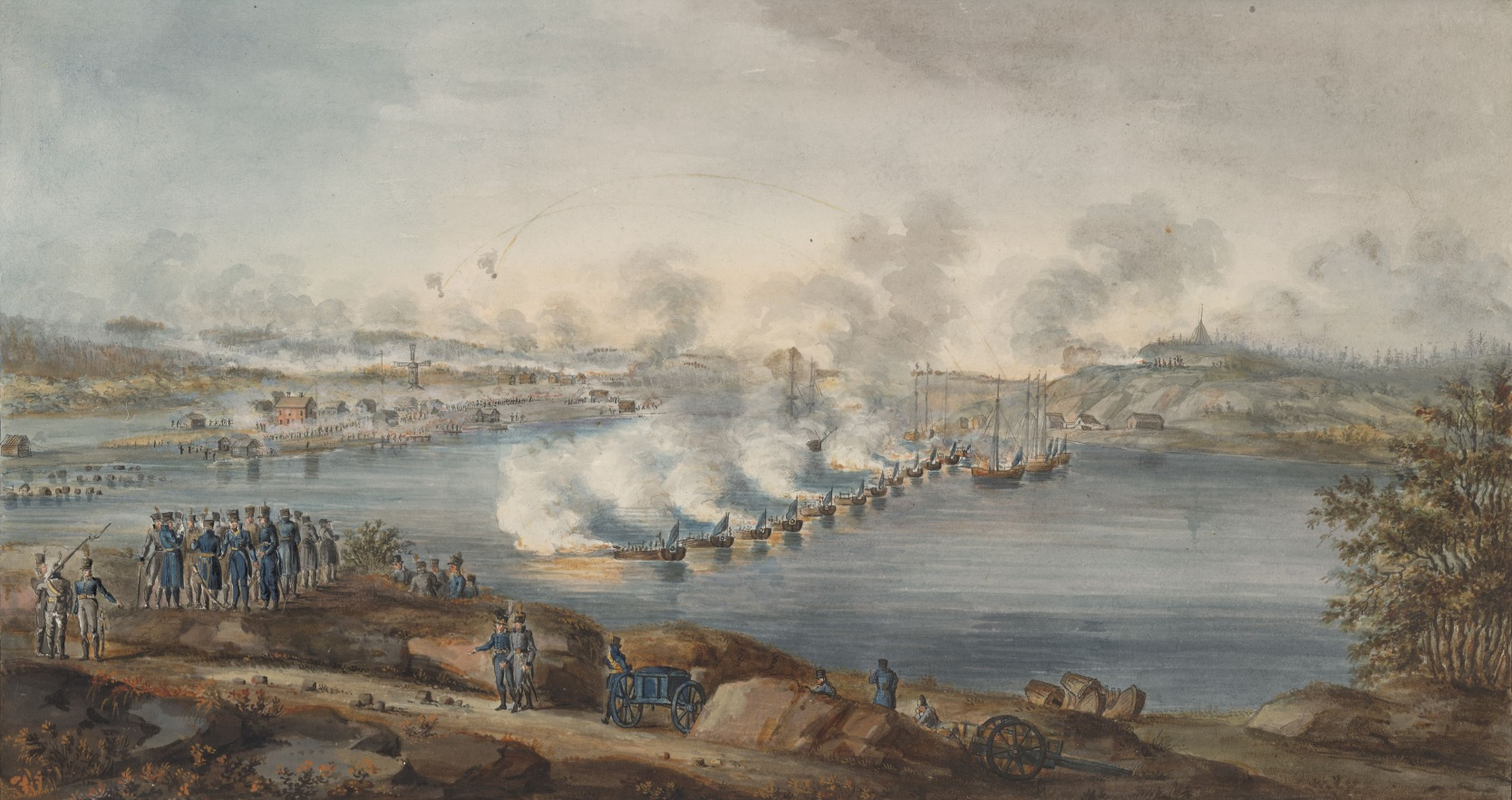
Última batalla de la guerra a Ratan prop d'Umeå a la Västerbotten sueca

A l'agost, Carles XIII, ansiós per arribar a un millor acord de pau, va ordenar a Sandels desembarcar al nord de Suècia i atacar la rereguarda del Kamenski. Els últims encontres de la guerra, a Säavar i a Ratan, no van ser concloents i Kamenski aconseguí neutralitzar aquesta tardana contraofensiva tardana.
Una flota de la Royal Navy, comandada per l'almirall Saumarez va arribar ja al maig a Suècia i va concentrar els seus vaixells, 10 vaixells de línia i 17 vaixells més petits, al golf de Finlàndia. La presència de les unitats navals britàniques mantingué la flota de combat rus estrictament confinada a Kronstadt, mentre les bateries d'artilleria britàniques del cap de Porkkala barraven el pas de la ruta marítima costanera dels vaixells russos. El control total britànic del golf de Finlàndia era una pesada càrrega per a la xarxa de subministrament de Rússia i requeria apostar guarnicions considerables al llarg de la costa finlandesa. La Royal Navy va capturar un total de 35 vaixells russos i va calar foc a altres 20 abans de sortir del mar Bàltic el 28 setembre de 1809.

Guerra finlandesa, conseqüències

L'acció de Sandel fou només un preludi de les negociacions de pau que es van obrir a l'agost i van donar lloc al Tractat de Fredrikshamn (17 de setembre), en el qual Suècia cedia la totalitat de Finlàndia i part de Lapònia a l'est del riu Torne (part del län de Norrland) a Rússia. Suècia va tancar els seus ports als vaixells britànics i es va unir al Bloqueig Continental, la qual cosa donà lloc a la declaració formal de guerra a la Gran Bretanya. Uns mesos més tard, el 6 de gener de 1810, el govern rus medià al Tractat de París entre Suècia i França.
Rússia afegiria zones cedides anteriorment durant el segle xviii per Suècia al recentment format Gran Ducat de Finlàndia, inclosa l'anomenada Antiga Finlàndia. El Gran Ducat de Finlàndia conservaria la constitució gustaviana de 1772, amb modificacions lleus només fins al 1919. Gairebé tots els soldats finlandesos a Suècia (la majoria d'ells a l'àrea d'Umeå) foren repatriats després de la guerra.

## Anàlisis
No s'havien preparat suficients estocs de subministraments per a l'exèrcit, atès que el rei Gustau IV Adolf de Suècia pensava que això podria ser pres com una provocació pels russos. A més, l'estratègia sueca es basava en plans obsolets per a Finlàndia que no tenien en compte ni els avenços en armament, ni la mobilitat de les forces armades o de les molt millorades xarxes de camins de Finlàndia. La major part de les fortificacions a Finlàndia no s'havien acabat i les que s'havien completat van caure majorment en l'abandó i el deteriorament. Fins i tot a la més forta de les fortaleses sueques, Sveaborg, encara li mancaven diverses de les seves fortificacions planificades, sobretot totes les fortificacions del costat de terra dissenyades per protegir contra un enemic assetjador.
El 1808 una força expedicionària britànica sota les ordres de John Moore va arribar a Suècia però després de mesos d'inactivitat va partir en començar la Guerra del Francès. Si el rei hagués acceptat la força de 10.000 soldats britànics a Skåne on la força expedicionària britànica havia estat autoritzada a desembarcar, això hauria permès alliberar almenys 10 000 soldats entrenats per a la guerra finlandesa. El gruix de l'exèrcit suec, incloent les seves millors unitats, es va mantenir fora de la guerra finlandesa per ordres del rei, que els reservava per als seus plans de conquistar Sjælland o Noruega. Els desembarcaments suecs es feren amb forces pobrament equipades i entrenades, sovint amb les tropes que tenien la moral molt baixa. Els desembarcaments es complicaren encara més pel fet que l'Armada sueca no aconseguí bloquejar bé la ruta marítima costanera passat Hangö.